# Macoubea

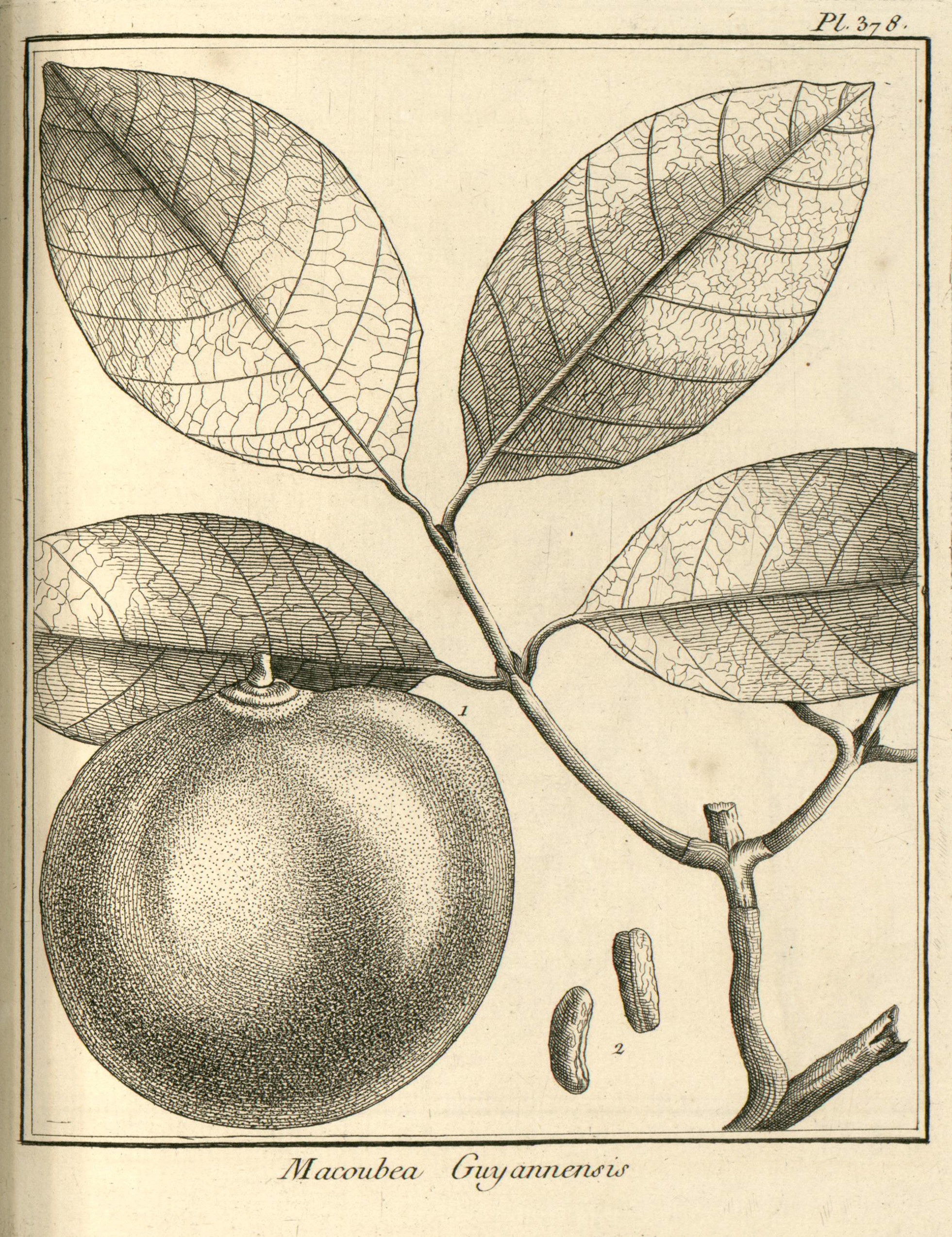
Placa nro. 378 de Macoubea guianensis (Apocynaceae) en la publicación original de Fusée-Aublet (1775).

Macoubea es un género de árboles perteneciente a la familia de las apocináceas. Es originario de América tropical.

## Descripción
Son árboles de 15 m a 25 m de altura, con exudado blanco. El fruto es ampliamente usado como alimento por las comunidades indígenas.
Las hojas son elípticas u obovadas, de 10 a 19 cm de largo por 4,5 a 9,5 cm de ancho. La inflorescencia en forma de cima corimbosa, terminal, con muchas flores pequeñas, aglomeradas, pedúnculo de 1 a 2,5 cm de largo. Frutos de color canela, sincárpicos, gruesos, de 4 a 5,5 cm de largo, rugosos; semillas oblongas, de 1,3 a 1,6 cm de largo, negras, rugosas.

## Taxonomía
El género  fue descrito por Jean Baptiste Christian Fusée-Aublet y publicado en Histoire des Plantes de la Guiane Françoise 2(Suppl.): 17–18, t. 378. 1775.

## Especies aceptadas
A continuación se brinda un listado de las especies del género Macoubea aceptadas hasta octubre de 2013, ordenadas alfabéticamente. Para cada una se indica el nombre binomial seguido del autor, abreviado según las convenciones y usos.
- Macoubea guianensis Aublet, 1775. Guayanas, Bahía y norte de Brasil, Colombia y norte de Perú.
- Macoubea mesoamericana Morales, 1999.  Costa Rica y Panamá
- Macoubea sprucei (Müll.Arg.) Markgraf, 1938. Desde Costa Rica hasta Perú, Brasil y Guyana.

## Nombres comunes
Ucuye, Amapá, Cucuy, Molongó, Rokoroko.